# Gustav Adolf (pjäs)
Gustav Adolf är en pjäs av August Strindberg från 1900. Pjäsen hör till Strindbergs historiska dramer och handlar om den svenske kungen Gustav II Adolf i trettioåriga kriget. Man får följa kungen från landstigandet på Usedom till hans död i slaget vid Lützen.